# トランステージ
トランステージ（英語：Transtage）とは、アメリカ合衆国が開発した上段ロケットである。タイタンⅢの上に搭載されて使用された。40回打ち上げられ、うち3回失敗した。
その最初の打ち上げは1964年9月1日、タイタンⅢAによるものであった。トランステージの圧力保持に失敗し、その結果、早期のエンジン出力停止に至り、予定した軌道に投入できなかった。
二回目の打ち上げは同年10月11日であったが、これには成功している。
最終打ち上げは1989年9月4日、ブースターにタイタン 34Dを用いてのものであった。